# Luften er ladet med -27 Mhz
|  | Denne artikel er oprettet af botten Steenthbot ud fra en ekstern database. Den kan derfor have sproglige fejl eller mangler. Denne skabelon kan fjernes efter kontrol af indholdet. |

Luften er ladet med -27 Mhz er en dansk oplysningsfilm instrueret af Werner Hedman.